# صادقیه (فریدون‌شهر)
صادقیه (فریدون‌شهر)، روستایی از توابع بخش مرکزی شهرستان فریدون‌شهر در استان اصفهان ایران است.

## جمعیت
این روستا در دهستان برف انبار قرار دارد و براساس سرشماری مرکز آمار ایران در سال ۱۳۹۵، جمعیت آن ۲۰۱ نفر (۶۴ خانوار) بوده‌است.

## زبان
روستای صادقیه محل زندگی اقوام گرجی است.

## اقتصاد
اهالی روستای صادقیه، عمدتاً به کار کشاورزی و دامداری اشتغال دارند و در این روستا کشت محصولاتی چون سیب زمینی، گندم، جو، یونجه، عدس، لوبیا، نخود و ماشک رواج دارد. اهالی این روستا همچنین به پرورش دام‌هایی چون گاو، گوسفند، بز و اسب مشغول هستند.

## گردشگری
روستای صادقیه محل تلاقی دو رود مهم پلاسنجان و چشمه لنگان است و درختان و علفزارهای حاشیه این دو رود با آب و هوای معتدل تابستانی محل گردشگری مردم استان اصفهان است. 
در ضلع جنوب غربی روستای صادقیه قبرستان ارامنه اصفهان با قدمتی بیش از سیصد سال وجود دارد که از جمله جاذبه‌های گردشگری این روستا است. 
در این روستا اقامتگاه های سنتی بوم گردی وجود دارد که به دلیل قرارگیری در فاصله نزدیک با فریدونشهر و نیز دیگر شهرهای غربی استان اصفهان مثل داران، بوئین و میاندشت، برف انبار، چادگان و... پذیرای گردشگران فراوانی است. اقامتگاه های سنتی این روستا با امکانات کامل فرصت بیتوته گردشگران را در این روستا به صورت شبانه روزی فراهم کرده است.  

## جنایت زیست محیطی در مراتع روستا
مدیران شهرداری فریدونشهر در سال ۱۳۹۰ و در اقدامی غیر کارشناسی بخش قابل توجهی از مراتع شرقی این روستا را که دربند نام دارد، به محل دفن زباله های شهری تبدیل کردند. این اقدام غیرکارشناسی زمینه نابودی بخش زیادی از طبیعت بکر و دست نخورده منطقه شد و تعداد زیادی از گونه های جانوری نادر نظیر روباه، گراز وحشی، گرگ، کبک، بز کوهی و... را از بین برد. اهالی روستا به کرات نسبت به این جنایت زیست محیطی اعتراض کردند اما با رفتار قهریه مدیران اجرایی اعتراضشان راه به جایی نبرد. از سوی دیگر فاصله نزدیک این محل دفن زباله با مناطق مسکونی همجوار و رود پلاسجان به عنوان یکی از سرچشمه های اصلی زاینده رود و دفن غیر اصولی زباله در این منطقه (رها کردن زباله در مراتع) هزاران شهروند اصفهانی را در معرض انواع بیماری های خطرناک نظیر سرطان های پوستی قرار داده است.